# Чемпіонат УРСР з легкої атлетики в приміщенні 1984
Чемпіонат УРСР з легкої атлетики в приміщенні 1984 серед дорослих був проведений 3-4 лютого в легкоатлетичному манежі київської ШВСМ.
У олімпійський сезон взяти участь у чемпіонаті виявили бажання більшість провідних атлетів республіки.
У перший день найцікавіші події розгорнулися на доріжках і секторі для стрибків у висоту. Спочатку досвідчена Тетяна Малюванець з Ворошиловграду порадувала серією досягнень на короткій бар'єрній дистанції. У забігу вона подолала 60-метрівку за 7,8 секунди, повторивши вище республіканське досягнення республіки у приміщенні, а у півфіналі та фіналі — за 7,7.
Змагання стрибунів у висоту у напруженій боротьбі з результатом виграв Олександр Котович. Йому єдиному підкорилась висота 2,30 м, яку також штурмували, проте невдало, обидвоє інших призерів — Юрій Сергієнко та Олексій Дем'янюк. У ранзі переможця Котович штурмував планку на висоті вищого світового досягнення — 2,37 м, проте його спроби виявились невдалими.
На другий день порадували стрибуни у довжину, у змаганні яких переможець Олександр Яковлєв улетів за 8-метровий рубіж — 8,10 м.
Програма «зимового» чемпіонату-1984 була скороченою — чоловіки та жінки не змагались у бігу на 1500 метрів, а також не були представлені чоловічі дистанції бігу на 3000 метрів та 3000 метрів з перешкодами та стрибки з жердиною.
Чемпіони республіки з багатоборств були визначені в межах окремого чемпіонату, що був проведений у Запоріжжі.

## Призери

### Чоловіки
| Дисципліни            | Золото                              | Золото  | Срібло                                 | Срібло | Бронза                                | Бронза |
| --------------------- | ----------------------------------- | ------- | -------------------------------------- | ------ | ------------------------------------- | ------ |
| 60 метрів             | Володимир Бронников Одеська обл.    | 6,4h    | Олександр Надуда Харківська обл.       | 6,5    | Віктор Бризгін Ворошиловградська обл. | 6,5    |
| 200 метрів            | Олександр Надуда Харківська обл.    | 22,0h   | Віктор Бураков Київ                    | 22,1   | Юрій Григор'єв Харківська обл.        | 22,9   |
| 400 метрів            | Сергій Мельников Донецька обл.      | 48,9h   | Василь Архипенко Донецька обл.         | 49,3   | Василь Ярощук Дніпропетровська обл.   | 49,4   |
| 800 метрів            | Олександр Гунько Запорізька обл.    | 1.51,1h | Віталій Тищенко Київ                   | 1.51,2 | Анатолій Легеда Чернігівська обл.     | 1.51,3 |
| 60 метрів з бар'єрами | Микола Куляша Дніпропетровська обл. | 7,7h    | Олександр Апайчев Київська обл.        | 7,7    | Володимир Заїка Київ                  | 7,8    |
| Стрибки у висоту      | Олександр Котович Київ              | 2,30    | Юрій Сергієнко Донецька обл.           | 2,26   | Олексій Дем'янюк Львівська обл.       | 2,26   |
| Стрибки у довжину     | Олександр Яковлєв Київ              | 8,10    | Сергій Лаєвський Дніпропетровська обл. | 7,91   | Вадим Кобилянський Харківська обл.    | 7,90   |
| Потрійний стрибок     | Олександр Орлов Львівська обл.      | 16,49   | Олександр Яковлєв Київ                 | 16,44  | Олександр Лисичонок Київ              | 16,29  |
| Штовхання ядра        | Володимир Кисельов Полтавська обл.  | 20,17   | Віктор Степанський Рівненська обл.     | 18,83  | Сергій Соломко Донецька обл.          | 18,72  |

### Жінки
| Дисципліни            | Золото                                   | Золото   | Срібло                                    | Срібло | Бронза                               | Бронза |
| --------------------- | ---------------------------------------- | -------- | ----------------------------------------- | ------ | ------------------------------------ | ------ |
| 60 метрів             | Ірина Слюсар Дніпропетровська обл.       | 7,2h NIB | Антоніна Настобурко Дніпропетровська обл. | 7,3    | Наталія Цирук Київ                   | 7,3    |
| 200 метрів            | Наталія Цирук Київ                       | 24,5h    | Ірина Слюсар Дніпропетровська обл.        | 24,7   | Світлана Парнета Чернівецька обл.    | 25,2   |
| 400 метрів            | Надія Олізаренко Одеська обл.            | 54,7h    | Ірина Жданова Харківська обл.             | 55,2   | Лариса Заворухіна Харківська обл.    | 56,1   |
| 800 метрів            | Тетяна Хамітова Запорізька обл.          | 2.05,4h  | Надія Олізаренко Одеська обл.             | 2.06,4 | Надія Ралдугіна Кримська обл.        | 2.06,9 |
| 60 метрів з бар'єрами | Тетяна Малюванець Ворошиловградська обл. | 7,7h NIB | Наталія Бордюгова Київ                    | 8,1    | Світлана Мамаєвська Київ             | 8,2    |
| Стрибки у висоту      | Ніна Сербіна Київська обл.               | 1,85     | Світлана Ніколаєва Київ                   | 1,85   | Наталія Хімчик Дніпропетровська обл. | 1,82   |
| Стрибки у довжину     | Олена Мітяєва Кримська обл.              | 6,47     | Антоніна Сергеєва Чернівецька обл.        | 6,28   | Тетяна Лепота Одеська обл.           | 6,27   |
| Штовхання ядра        | Наталія Шляхтич Івано-Франківська обл.   | 18,40    | Людмила Воєвудська Дніпропетровська обл.  | 18,34  | Галина Кужіль Київ                   | 17,57  |

## Чемпіонат з багатоборств
Чемпіонат УРСР з легкоатлетичних багатоборств у приміщенні 1984 був проведений 24-26 січня в Запоріжжі в манежі СК «Металург».
оловіки змагались у восьмиборстві, яке складалось із бігу на 60 метрів, стрибків у довжину, штовхання ядра, стрибків у висоту, бігу на 300 метрів, бігу на 60 метрів з бар'єрами, стрибків з жердиною та бігу на 1000 метрів.
Жінки розігрували першість з шестиборства, яке включало біг на 60 метрів з бар'єрами, штовхання ядра, стрибки у висоту, біг на 200 метрів, стрибки у довжину та біг на 600 метрів.

### Чоловіки
| Дисципліни    | Золото                            | Золото | Срібло                      | Срібло | Бронза                             | Бронза |
| ------------- | --------------------------------- | ------ | --------------------------- | ------ | ---------------------------------- | ------ |
| Восьмиборство | Павло Тарновецький Львівська обл. | 6810   | Євген Дюков Харківська обл. | 6468   | Сергій Попов Дніпропетровська обл. | 6450   |

### Жінки
| Дисципліни   | Золото                                  | Золото | Срібло                               | Срібло | Бронза                     | Бронза |
| ------------ | --------------------------------------- | ------ | ------------------------------------ | ------ | -------------------------- | ------ |
| Шестиборство | Олександра Константинова Черкаська обл. | 4967   | Олена Патюкова Дніпропетровська обл. | 4904   | Ірина Олійник Одеська обл. | 4747   |